# Корбут Анатолій Миколайович
Анато́лій Микола́йович Ко́рбут — український господарник, заслужений будівельник України.

## Життєпис
Народився в селі Красногірка Ємільчинського району; закінчив Донецьке будівельне училище; працював на спорудженні шахт. Закінчив Харківський індустріальний технікум, відділення «цивільне і промислове будівництво». 1971 року прийнятий на посаду змінного майстра, Хмельницький завод будівельних і залізобетонних конструкцій. Закінчив навчання без відриву від виробництва в Одеському інженерно-будівельному інституті. Під час роботи вносив ділові пропозиції щодо розвитку виробництва, їх втілювали у життя. 1971 року призначений начальником цеху № 2, вивів його у передові. Через кілька років зайняв посаду головного інженера підприємства, 1982-го призначений директором заводу. Від 1994 року — голова правління ВАТ «Хмельницькзалізобетон».
Зумів перетворити завод у розвинуте підприємство, провести реконструкцію із впровадженням високоефективних технологій.
Заслужений будівельник України (2001), відзначений золотою медаллю Міжнародної кадрової Академії «За ефективне управління» (2004), почесною грамотою Верховної Ради України (2006), нагороджений орденом «За заслуги» ІІІ ступеня (2007), почесними грамотами міської Ради, Хмельницької ОДА, Державного комітету будівництва та архітектури, корпорацією «Укрбуд». Визнавався кращим за професією у Хмельницькому — в номінації «Кращий промисловець року» (2003), «Людина року 2004» — у номінації «Депутат», «Людина року 2008», номінація «Інвестор». Почесний громадянин Хмельницького (2007).
Займається благодійною та громадською діяльністю, нагороджений орденом святого рівноапостольного князя Володимира (УПЦ). 2010 року був обраний президентом асоціації «Регіональне будівництво Хмельниччини».
Депутат Хмельницької міської ради 4-х скликань.